# Вуд, Дэн
Дэниел (Дэн) Вуд (англ. Daniel (Dan) Wood; род. 30 октября 1962, Торонто или Скарборо, Онтарио) — канадский хоккеист, нападающий. Участник зимних Олимпийских игр 1984 года.

## Биография
Дэн Вуд родился 31 октября 1962 года в канадском городе Скарборо (по другим данным, в Торонто).
Играл в хоккей с шайбой на позиции правого нападающего. В сезоне-1978/79 выступал в канадской школьной лиге CISAA за «Сент-Майклс Колледж Баззерс».
В 1979—1982 играл в Хоккейной лиге Онтарио за «Кингстон Канадиенс», провёл за три сезона 206 матчей, набрал 124 (46+78) очков.
В 1981 году был выбран «Сент-Луис Блюз» в девятом раунде драфта НХЛ под общим номером 188.
По ходу сезона-1981/82 перебрался в американский «Солт-Лейк Голден Иглз», в котором играл в Центральной хоккейной лиге и в следующем сезоне. Провёл 91 матч, набрал 35 (16+19) очков.
В сезоне-1983/84 играл в Центральной хоккейной лиге за «Монтана Мэджик» (14 матчей, 2+7) и в Американской хоккейной лиге за «Спрингфилд Индианс» (17 матчей, 6+9).
В 1984 году вошёл в состав сборной Канады по хоккею с шайбой на зимних Олимпийских играх в Сараево, занявшей 4-е место. Играл на позиции нападающего, провёл 7 матчей, сделал одну голевую передачу.
Всего в сезоне-1983/84 провёл за сборную Канады 48 матчей, набрал 10 (5+5) очков.
В сезоне-1984/85  играл в АХЛ за «Фредериктон Экспресс», в 65 поединках заработал 19 (10+9) очков.
В сезоне-1985/86 выступал в ИХЛ за «Пеория Ривермен», сыграл 44 матча, набрал 21 (9+12) очко.